# 포니링크
포니링크(PonyLink Co. Ltd.)는 대한민국의 무선인터넷서비스 기업이다. 본사는 서울특별시 영등포구 영등포로 272 (영등포동3가, 포니링크타워)에 위치해 있으며 대표이사는 황정일 및 전 경기도지사 남경필이다. 2024년 사명을 젬백스링크에서 현재의 사명으로 변경하였다 미국 포니Ai와 한국 시장 내 자율주행 사업을 준비하고 있다

## 사업
프라다, 구찌, 페라가모, 보테가베네타등 43개의 브랜드 등을 병행수입하여 한국에서 유통 판매한다.

## 논란
회사의 소액주주연대는 수년간 회사를 상대로 회사가 많은 현금을 가지고도 사업에 집중하지 않아 기업가치 상승이 없다며 분쟁을 제기한 적이 있다. 포니에이아이와 다른 투자자로부터 투자 유치를 하였다  포니의 자율주행자동차를 국내에 도입하였다

## 같이 보기
- 젬백스앤카엘
- 자율주행

## 참고문헌
1. ↑  젬백스링크, '포니링크'로 사명 변경 "자율주행 신사업 의지 표명", 머니투데이, 2024.05.27
2. ↑  김태호, 포니링크 "파트너사 포니Ai, 내달 말 미국 IPO 예정", 뉴스톱, 2024.08.06
3. ↑  박기영, 젬백스링크, 소액주주 분쟁 사실상 종결, 딜사이트, 2024년 3월 29일
4. ↑  젬백스링크, 포니에이아이 제임스 펑 회장 등 3인 경영진 합류, 한국경제, 2024년 2월 8일
5. ↑  젬백스링크, 포니 자율주행자동차 국내 도입 시작, 이투데이, 2024년 4월 26일